# Melo jezik
Melo jezik (Malo; ISO 639-3: mfx), afrazijski jezik centralne podskupine ometo jezika, kojim govori 20 200 ljudi (1994 popis) u zoni Semien Omo (Sjeverni Omo) u Etiopiji. Srodan mu je gamo-gofa-dawro [gmo].

## Vanjske poveznice
- Ethnologue (14th)
- Ethnologue (15th)